# 神姫バス
神姫バス株式会社（しんきバス、英: SHINKI BUS CO.,LTD.）は、兵庫県を中心に路線バス等を運行する事業者である。
バス事業の子会社として、ウイング神姫（神崎・西脇・丹波篠山・相生・赤穂・宍粟方面の路線バス）、神姫ゾーンバス（西神・三木方面の路線バス）、神姫観光（貸切バス）がある。またICカード乗車券のNicoPaを発行している（回数券機能もある。また定期券機能の付加も可）。
神戸市中心部を巡るバス「シティーループ」、「ポートループ」、神姫バスの路線バス（神戸市中心エリア、神戸空港線）の1日乗り放題券もあり、デジタル乗車券の販売も開始している。対象はPassRu、RYDE PASS、HHcrossTOWNSアプリで購入可能となっている。
2006年（平成18年）4月1日より、神戸市交通局（神戸市バス）から落合・西神・中央南の3営業所の運行管理業務を、姫路市から書写山ロープウェイの運行業務を受託している。

## 概要
元来、宇治川電気（現・関西電力）の資本を背景にしており、山陽電気鉄道とは資本上姉妹会社の関係にある。事実上の創業者は木下栄。現在の加古川市付近で小規模な業者としてスタートしたが、次第に周辺の同業者を買収し傘下に入れることで頭角を現すことになる。さらに戦時統合で規模を拡大、播州・丹波（兵庫県）にまたがる一大路線網を構築した。
一般路線は姫路市・加古川市・明石市など兵庫県播磨地域を中心に東端は神戸市・三田市に路線を展開しており、三田市以外の阪神地域および淡路島を除く兵庫県南部の大部分を占めている。子会社化や路線の廃止前は岡山県津山市、美作市、英田郡西粟倉村から京都府福知山市まで一般路線を展開していた。
一方で関西における高速バスの先駆けとも言える中国高速線に当初から参入、運営ノウハウを確立すると次第に神戸・姫路発着の路線を増やしていった。また、三木市・三田市から神戸市内中心部に向かう短距離路線も多く運営している。
このほか神戸市交通局が運行していた定期観光バスの承継、神戸市・明石市・姫路市の各公営バスから路線承継を行っており、各自治体のコミュニティバスの運行も受託している。

## 企業概要
車両数・運行キロ・運行路線系統数は以下の通り（2024年9月30日現在）。
- 車両数：750両
  - 乗合：688両（うち、一般路線バスタイプ506両、高速バスタイプ182両）
  - 貸切：5両
  - 特定：57両
- 運行キロ：4,160.5km
- 運行路線系統数：981系統

## 歴史
神姫バスの前身である神姫自動車株式会社は、神港タクシー代表取締役の木下栄が構想を立て、神戸姫路電気鉄道のバックアップにより設立された。発起人は木下栄と同電鉄取締役支配人の原川慶作、宇治川電気（後の関西電力）系の資本出資により、1927年（昭和2年）8月8日午後2時から大阪ビルヂングで創立総会が行われた。
資本金は20万円、本社は主要出資者の宇治川電気との関係から神戸市御屋敷通3丁目2番地に置き、営業拠点の加古川に営業所を置いた。路線は加古川駅 - 電鉄尾上間のバス事業を経営していた能美遜から譲受した同区間3.2km、車両はバス1両（T型フォード）、タクシー3両で、従業員は役員以下社員8名、運転士は6名、車掌は1名という陣容だった。代表取締役は原川慶作、取締役は山崎主計、柴田勉治郎、監査役は中村鼎が就任したが、設立当初の役員名簿には木下の名前は記載されていない。同年10月15日より営業を開始、同年12月15日に木下が代表取締役に就任した。
1928年（昭和3年）1月12日に加東郡社町を本拠とする社自動車運輸を合併して資本金を23万円に増資、同年1月25日に高砂運輸、同年2月28日に播磨運輸を買収し、同年3月19日に本社を加古郡加古川町（現・加古川市）篠原町に移転した。翌1929年（昭和4年）4月20日に姫路市を拠点とするフタバ自動車を合併して同年4月27日に本社を姫路市駅前町に移転し、資本金を33万円に増資した。同年6月18日に竜山自動車と神崎自動車、同年7月5日に大正自動車を買収、同年7月24日に大塚泰三から姫路 - 安志間14.5kmを譲受、1930年（昭和5年）2月5日に井上自動車（井上辰男、大谷五郎）から姫路 - 新宮 - 佐用 - 平福間53.6kmを買収、1931年（昭和6年）4月20日に播美自動車から競合路線の姫路 - 佐用間の営業権を買収した。
西播磨の主要地域を掌握した神姫自動車は、創業当初の目標である姫路 - 神戸間の一大バス路線網を構築するために東播磨地域への進出を図り、明石市に本拠を置く明美自動車との競争を仕掛け、1932年（昭和7年）1月25日に明美自動車と合併（実態は買収）、資本金を38万円に増資した。余勢をかって同年7月21日に美嚢郡を拠点とする富国自動車、同年10月10日に宝播自動車を買収した。
明美自動車などを合併・買収して東播磨の主要地域を掌握した神姫自動車は、翌1933年（昭和8年）1月9日に本社を明石市錦江町に移転。同年3月10日に東田岩次郎から神戸 - 有馬間21.3kmを買収、5月12日に藤田泰蔵から三田駅前 - 唐櫃間12.6kmを買収、同年8月10日に岡本自動車、同年9月28日に宝殿自動車を買収した。次いで1934年（昭和9年）5月1日に山崎 - 姫路駅前の夜間自動車営業を手掛ける井口慶治から同区間29.2kmを買収、同年8月10日に姫路市の有力業者だった藤森タクシーを合併、同年9月26日に大衆自動車を買収し、同年11月1日に資本金を47万3750円に増資した。
1935年（昭和10年）7月30日に国有鉄道（省線）姫津線（現・姫新線）が佐用駅まで開通すると、神姫自動車のドル箱路線だった姫路 - 佐用間のバス路線が競合区間となって大打撃を受けた。これを受けて明石市と姫路市を結ぶ長距離バス路線である明姫国道線を新設して減収を補った。
1936年（昭和11年）8月1日に姫路市の第10師団城南練兵場で会社創立10周年記念式典を挙行。同年9月8日に赤染猪太郎から山崎 - 蔦沢間11.7kmを買収、同年12月5日に朝来郡生野町を拠点とする朝来自動車を買収した。1937年（昭和12年）3月5日に合資会社姫路自動車商会、同年3月22日に新井自動車合資会社を買収して資本金を66万円に増資、同年4月9日に合名会社姫路駅構内自動車を一部買収した。買収した路線と独自延長した路線は合計12路線となり、全播磨の80%を制覇した。
満洲事変の勃発後、日本国内でも徐々に戦時統制が進んでガソリンなどの重要資源が不足するようになった。神姫自動車では燃料不足の解決策として木炭バスの導入を決定し、1937年（昭和12年）4月20日に兵庫県知事の許可を得て、明石 - 押部谷路線で導入された。厳しい戦時統制のもとで兵庫県下の群小乗合自動車業者の経営は苦難しており、神姫自動車は増収対策と無駄な競争の排除に全力を挙げることになった。1937年（昭和12年）12月22日に金川自動車（金川一馬）を買収、1938年（昭和13年）8月10日に播美自動車の佐用地区の営業権を買収、同年12月19日に永田丈夫（後に神姫自動車取締役に就任）から同氏所有の路線（山崎 - 川東、安積 - 福地）を譲受した。
1939年（昭和14年）3月15日に木下が取締役社長に就任。同年11月21日に瀬加自動車を買収、同年12月20日に合資会社池沢自動車を買収した。1940年（昭和15年）10月5日、姫路駅構内自動車の営業権全部を買収、翌1941年（昭和16年）2月28日に高砂交通、飾磨交通、飾磨貨物自動車、加西自動車、網干合同トラックを吸収合併して資本金を160万円に増資、同年12月26日に斎藤庄次から貨物自動車運送事業を譲受した。
1942年（昭和17年）秋から当局の指示により山陽自動車、播電自動車、相生合同自動車との合併協議が開始され、翌1943年（昭和18年）5月1日に合併。同年5月15日に神姫合同自動車株式会社へ商号変更、同年5月29日に本社を姫路市駅前町に移転した。また、合併と同日の5月1日に赤三自動車（赤穂鉄道播州赤穂駅 - 岡山県三石町間12.1km）を買収している。次いで同年8月24日に柏原自動車と摂丹自動車を合併、同年10月12日に篠山自動車の営業路線34.4km、合資会社清水自動車の営業路線22.5km、播丹鉄道自動車部の営業路線137.3kmを買収した。1945年（昭和20年）5月26日、神戸自動車交通を合併して兵庫県下における乗合バスとタクシーの戦時統合が完了した。

### 年表
- 1927年（昭和2年）8月 - 神戸市御屋敷通3丁目2番地（現・神戸市須磨区）に神姫自動車株式会社を設立（資本金20万円）[注釈 7]
- 1928年（昭和3年）3月 - 本社を加古郡加古川町（現・加古川市）篠原町に移転
- 1929年（昭和4年）4月 - 本社を姫路市駅前町に移転
- 1933年（昭和8年）1月 - 本社を明石市錦江町に移転
- 1937年（昭和12年）4月 - 姫路市駅前町の旧フタバ自動車本社屋を建て替えて姫路支社を新築
- 1940年（昭和15年）8月 - 姫路市に市川修理工場を設置
- 1941年（昭和16年）2月 - 高砂交通、飾磨交通、飾磨貨物自動車、加西自動車、網干合同トラックを合併
- 1943年（昭和18年）
  - 5月 - 山陽自動車、播電自動車、相生合同自動車を合併、神姫合同自動車株式会社に商号変更。本社を姫路市に移転
  - 8月 - 柏原自動車と摂丹自動車を合併、神戸有馬電気鉄道（現・神戸電鉄）からバス事業を譲受[注釈 8]
  - 10月 - 篠山自動車、清水自動車、播丹鉄道自動車部からバス事業を譲受
- 1945年（昭和20年）5月 - 神戸自動車交通を合併[注釈 6]
- 1949年（昭和24年）
  - 3月 - 日ノ丸自動車播美支社を買収[注釈 9]
  - 9月 - 神戸証券取引所（1967年廃止）へ株式上場
- 1952年（昭和27年）
  - 6月 - 赤穂合同自動車が神戸タクシー部を吸収合併し、神姫タクシーに商号変更
  - 12月 - 赤穂交通を買収
- 1956年（昭和31年）5月 - 神姫自動車株式会社に商号変更
- 1959年（昭和34年）1月 - 神姫観光を設立、旅行業を開始
- 1961年（昭和36年）10月 - 大阪証券取引所第二部へ株式上場
- 1965年（昭和40年）11月 - 神姫交通の観光バス部門を買収し、大阪営業所設置
- 1969年（昭和44年）3月 - 逓送部門を分離、神姫逓送設立
- 1970年（昭和45年）
  - 4月 - 車両整備部門を分離し、完全自動車整備塗装（現・神姫商工）を設立
  - 9月 - シンキ興業（現・神姫フードサービス）を設立、飲食業を開始
- 1972年（昭和47年）5月 - 神姫バス株式会社に商号変更
- 1980年（昭和55年）11月 - 神姫ゾーンバス設立、団地輸送を開始
- 1982年（昭和57年）12月 - 神姫観光の旅行業以外の事業を分離、神姫商産（現・神姫Bizプロデュース）設立
- 1983年（昭和58年）4月 - 神姫商産が乗車券発売・広告・保険代理業等を開始
- 1984年（昭和59年）
  - 1月 - 株式会社ホープ（現・神姫トラストホープ）を設立、自動車の車両運行管理業を開始
  - 10月 - 特定旅客運送事業を開業
- 1996年（平成8年）10月 - ウエスト神姫設立
- 1997年（平成9年）11月 - 粟賀営業所を分離して神姫グリーンバス設立。神姫観光バス設立
- 1998年（平成10年）8月 - 神姫観光バスに貸切事業の第1次営業譲渡
- 1999年（平成11年）4月 - 神姫観光バスに貸切事業の第2次営業譲渡完了
- 2000年（平成12年）4月 - 神戸市内の定期観光バス事業を神戸市交通局より譲受
- 2002年（平成14年）10月 - 神姫観光を吸収合併、旅行事業を開始し、貸切旅行事業を神姫観光バスに統合
- 2003年（平成15年）4月 - 関連会社の播神運輸の解散に伴い、神戸製鋼所加古川製鉄所の出退勤・構内路線の運行等の特定輸送を受託
- 2006年（平成18年）
  - 1月 - ハウジング幸陽を買収（現・神姫バス不動産）
  - 4月1日 - 神戸市交通局から西神・落合両営業所の運営を受託し運行開始
  - 10月1日 - 明石市営バスから高丘車庫管轄路線（一部を除く）を移管。同時に高丘車庫を譲り受け、明石営業所大久保出張所とする
- 2009年（平成21年）
  - 3月28日 - 姫路市営バスの姫路駅（南口）・飾磨・網干発着路線を移管
  - 4月1日 - 明石市営バスから藤江・貴崎線および岬町線を移管
  - 7月1日 - 三田営業所篠山出張所を分離。神姫グリーンバス路線に移管
  - 9月30日 - 岡山県内の一般路線廃止に伴い、大原出張所を閉鎖（岡山県内は高速路線（津山営業所）のみ）
- 2010年（平成22年）
  - 3月27日 - 姫路市営バスから全路線（7路線）及び姫路市立書写養護学校・スクールバスを移管（姫路市営バスは2010年3月27日をもって事業廃止）
  - 10月1日 - 姫路営業所相生出張所内の路線をウエスト神姫に移管
- 2011年（平成23年）10月1日 - 姫路営業所山崎出張所のうち、宍粟市・たつの市地域路線をウエスト神姫に移管
- 2012年（平成24年）
  - 3月17日 - 明石市営バスから一部路線を移管（明石市営バスは2012年3月16日をもって事業廃止）
  - 6月 - 野菜生産者の産品を手数料なしで貨客混載輸送する「バスの八百屋」を姫路駅前バスターミナルでスタート[31]。
  - 7月 - 旅行事業を神姫バスツアーズ（同年3月設立）に吸収分割。吸収分割により神姫バスツアーズ及び神姫観光バスの株式を神姫観光ホールディングス（同年4月設立）に承継、旅行事業及び貸切バス事業の中間持株会社とする
  - 10月1日 - 西脇営業所のうち、西脇市・多可町地域路線を神姫グリーンバスに移管[32]
- 2013年（平成25年）
  - 5月1日 - 神戸市バス有野営業所から一部路線を移管
  - 7月16日 - 大阪証券取引所と東京証券取引所の現物株市場統合に伴い、東京証券取引所第二部に上場
- 2017年（平成29年）
  - 3月19日 - 創業90周年と神戸港開港150年を記念してオープントップバスによる定期観光バス「スカイバス神戸」を運行。日の丸自動車興業より「スカイバス東京」の車両を借り入れる[33]（2020年6月28日まで）[34][35]。
  - 10月 - 創業90周年を機に、水戸岡鋭治デザインの制服へ切り替え開始[36]。
- 2018年（平成30年）
  - 4月1日 - 神戸市交通局との共同運行再開。これまで市バス単独だった西神・須磨地区の3つの系統を神姫バスが一部担当。
- 2019年（平成31年/令和元年）
  - 3月 - Shinki International Co.,Ltd.がThai cross Japan Tour Co.,Ltd.を買収（現・非連結子会社）
  - 10月 - 株式会社エルテオが神姫バスオール株式会社を吸収合併し、神姫バス不動産株式会社に商号変更。
  - 12月 - 郵船トラベルの大型客船と観光バスを組み合わせた企画ツアーが、クルーズ・オブ・ザ・イヤーの特別賞に選ばれる[37]。
- 2020年（令和2年）
  - 4月1日 - 神姫観光バスが神姫観光に商号変更。
  - 5月1日 - 神姫観光が神姫バスツアーズ及び中間持株会社の神姫観光ホールディングスを吸収合併[38]。
- 2021年（令和3年）
  - 1月19日 - 「三田 - 小柿線」で行っていた貨客混載の実証実験を経て、同年5月より同路線での本格的なサービスを開始した[39]。
- 2022年（令和4年）
  - 3月 - 本社ビル「神姫ビル」（山陽姫路駅隣接、山陽百貨店が入居）と「神姫バス・山陽電鉄合同ビル」を山陽電気鉄道へ売却。売却益は27億円[40]。
  - 4月1日 - 神戸交通振興が運行していたシティループと山手線を移管。
  - 4月1日 - 姫路営業所 姫路東出張所が日出町から阿保に移転。
  - 4月1日 - 神姫クリエイト株式会社が株式会社スイムを吸収合併し[41]、神姫Bizプロデュース株式会社に商号変更。
  - 10月1日 - 子会社の神姫グリーンバスがウエスト神姫を吸収合併し、ウイング神姫に商号変更[42]。
- 2023年（令和5年）
  - 9月1日 - 乗務員氏名の掲示を廃止[43]
  - 10月1日 - 株式会社ウイング神姫が粟賀神姫タクシー株式会社を吸収合併、神姫観光株式会社が株式会社神姫タクシー姫路を吸収合併[44]
- 2024年（令和6年）
  - 11月24日 - 「バスの八百屋」直営全5店舗を閉店[45]。
- 2025年（令和7年）
  - 1月 - 100周年事業の一環として本社機能を「姫路本社」と「神戸本社」へ2拠点化[46]
  - 9月 - 「姫路本社」が姫路市北条口1の新オフィスビルへ移転予定

## 各営業所・出張所（車庫）所在地
（ ）内は営業所・出張所の略号。原則として乗合バスのみであるが、加古川営業所加古川南出張所、西神営業所（特定貸切）、三田営業所、津山営業所は貸切バスも配置されている。

### 兵庫県（姫路ナンバー）
- 姫路営業所（姫：主管営業所）
  - 兵庫県姫路市本町68
- 姫路営業所 姫路東出張所（東）（2022年4月1日移転）
  - 兵庫県姫路市阿保768
- 姫路営業所 北条出張所（北）
  - 兵庫県加西市玉丘町748
  - （ウイング神姫に管理委託）
- 姫路営業所 北条出張所 前之庄車庫（北）
  - 兵庫県姫路市夢前町前之庄2152-2
  - （ウイング神姫に管理委託）
- 姫路営業所 山崎出張所（山）
  - 兵庫県宍粟市山崎町山田79
  - （ウイング神姫に管理委託）
- 加古川営業所（加）
  - 兵庫県加古川市神野町石守301-2
- 加古川営業所 上新田車庫（加）
  - 兵庫県加古郡稲美町加古
- 加古川営業所 加古川南出張所（南）
  - 兵庫県加古川市尾上町池田1844-1
- 加古川営業所 加古川南出張所 正門前車庫（南）
  - 兵庫県加古川市別府町新野辺1522

### 兵庫県（神戸ナンバー）
- 神戸営業所（神：主管営業所）
  - 兵庫県神戸市中央区港島南町7丁目1-30
- 明石営業所（明：主管営業所）
  - 兵庫県神戸市西区南別府2丁目1-2
- 明石営業所 白水車庫（明）（2012年3月17日開設）
  - 兵庫県神戸市西区白水3丁目4-31
- 明石営業所 大久保出張所（久）（2006年10月1日開設）
  - 兵庫県明石市大久保町高丘6丁目11-1
  - （旧明石市営バス高丘車庫）
- 西神営業所（西）
  - 兵庫県神戸市西区狩場台2丁目35-1
- 神戸営業所 都志車庫（神）
  - 兵庫県洲本市五色町都志万歳
- 三木営業所（三）
  - 兵庫県三木市平田字足田568
  - （一部路線を神姫ゾーンバスに管理委託）
- 三木営業所 加佐車庫（三）
  - 兵庫県三木市加佐
- 三木営業所 淡河車庫（三）
  - 兵庫県神戸市北区淡河町淡河675-1
- 三木営業所 美奈木台車庫（三）・三田営業所 美奈木台車庫（田）（共用）
  - 兵庫県三木市吉川町みなぎ台2丁目34
- 三田営業所（田：主管営業所）
  - 兵庫県三田市ゆりのき台6丁目2
- 三田営業所 つつじが丘車庫（田）
  - 兵庫県三田市つつじが丘南4丁目19
- 三田営業所 母子車庫（田）
  - 兵庫県三田市母子748
- 三田営業所 小柿車庫（田）
  - 兵庫県三田市小柿
- 社営業所（社）
  - 兵庫県加東市社字宮ノ前777-21
- 社営業所 渡瀬車庫（社）
  - 兵庫県三木市吉川町渡瀬139-3
- 神戸市バス落合営業所（落：主管営業所）
  - 兵庫県神戸市須磨区東落合1丁目1-5
- 神戸市バス西神営業所
  - 兵庫県神戸市西区竹の台1丁目407-2
- 神戸市バス中央南営業所
  - 神戸市中央区港島4丁目6-3（神戸営業所ポーアイ車庫内）

### 大阪府（なにわナンバー）
- 三田営業所 大阪出張所（大）
  - 大阪府大阪市淀川区十八条1丁目7-14

### 岡山県（岡山ナンバー）
- 津山営業所（津）
  - 岡山県津山市大谷622-1
    - それまで、岡山県英田郡美作町入田（現・美作市入田、跡地はザグザグ美作店となっている。停留所名：林野バスセンター）にあった湯郷営業所（湯）が2000年10月1日に移転したもの。

## 路線

### 高速バス
〈 〉内は共同運行会社。
- プリンセスロード（姫路駅（11）・学園都市駅前・神戸三宮・三田フラワータウン - 渋谷・新宿線） 〈京王バス〉
- ハーバーライナー・神戸エクスプレス（神戸 - 広島線） 〈広交観光〉
- 中国ハイウェイバス（津山・北条・社・西脇 - 大阪線） 〈西日本JRバス〉
- ハーバーライナー・サラダエクスプレス・エディ号・すだち120（神戸 - 徳島線）〈阪神バス、山陽バス、徳島バス〉
- ハーバーライナー・さぬきエクスプレス神戸・高松エクスプレス神戸号 （新神戸駅 - 高松駅 / 丸亀駅）〈西日本JRバス、四国高速バス、JR四国バス〉
- ハーバーライナー (神戸 - 高知線) 〈とさでん交通〉
- ハーバーライナー (神戸 - 松山線) 〈伊予鉄バス〉
- ハーバーライナー・淡路エクスプレス・かけはし号・くにうみライナー（神戸空港/三宮/学園都市駅 - 高田屋嘉兵衛公園/洲本/福良） 〈淡路交通（2023年4月1日以降は本四海峡バス・西日本JRバスも加わり4社共同運行[47]）〉
- ハーバーライナー・北淡路西海岸ライン（三宮 - 岩屋ポートターミナル/兵庫県立淡路島公園（ニジゲンノモリF駐車場） - 富島中） 〈本四海峡バス〉
- 大阪ベイサイドライン（神戸空港 - 三宮 - USJ - ポートタウン東駅）
- 空港リムジンバス姫路駅（11）・加古川駅（一部通過） - 関西空港線 〈関西空港交通、南海バス〉
- 空港リムジンバス姫路駅（11） - 大阪空港線 〈大阪空港交通〉
- ポート・レイク号（神戸三宮 - 松江・出雲）〈JRバス中国〉2019年4月18日までは中国ジェイアールバスのみの運行
- 太閤ライナー（姫路 - （一部神戸三田プレミアム・アウトレット経由） - 有馬温泉）平日1往復（直通（2019年4月から））、土・日・祝1日2往復（経由1往復、直通１往復）
- LimonBus（東京ディズニーランド・池袋サンシャインBT・バスターミナル東京八重洲 - 京都駅八条口・新大阪・大阪駅桜橋口・なんば・USJ） ※神姫観光による運行
- LimonBus（東京ディズニーシー・秋葉原・バスターミナル東京八重洲 - 京都駅八条口・新大阪・大阪駅桜橋口・なんば・天王寺） ※神姫観光による運行
- LimonBus（東京ディズニーシー・池袋サンシャインBT - ヨドバシ梅田タワー前バスターミナル・神戸三宮）※神姫観光による運行

#### 運行支援
以下の路線は、予約・発券業務および運行支援を行う。
- 神戸ライナー（三宮 - 福山・府中/尾道）：中国バス
- 全但バスの特急バス（三宮 - 城崎温泉、三宮 - 湯村温泉・浜坂駅）
- 神戸（三ノ宮）- 山崎線：ウエスト神姫

### 空港リムジンバス
- 神戸空港アクセスバス（新神戸駅・三宮 - 神戸空港（ - 一部神戸空港海上AT））

### 廃止・休止された路線バス、高速・長距離バス

#### 廃止

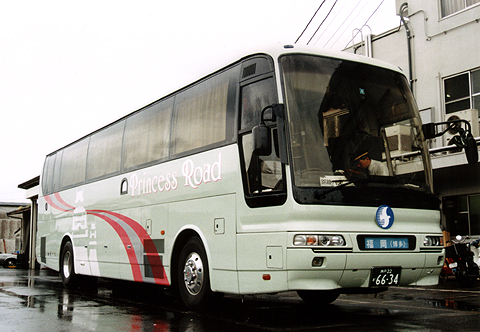
神姫バス「プリンセスロード」福岡線用車両

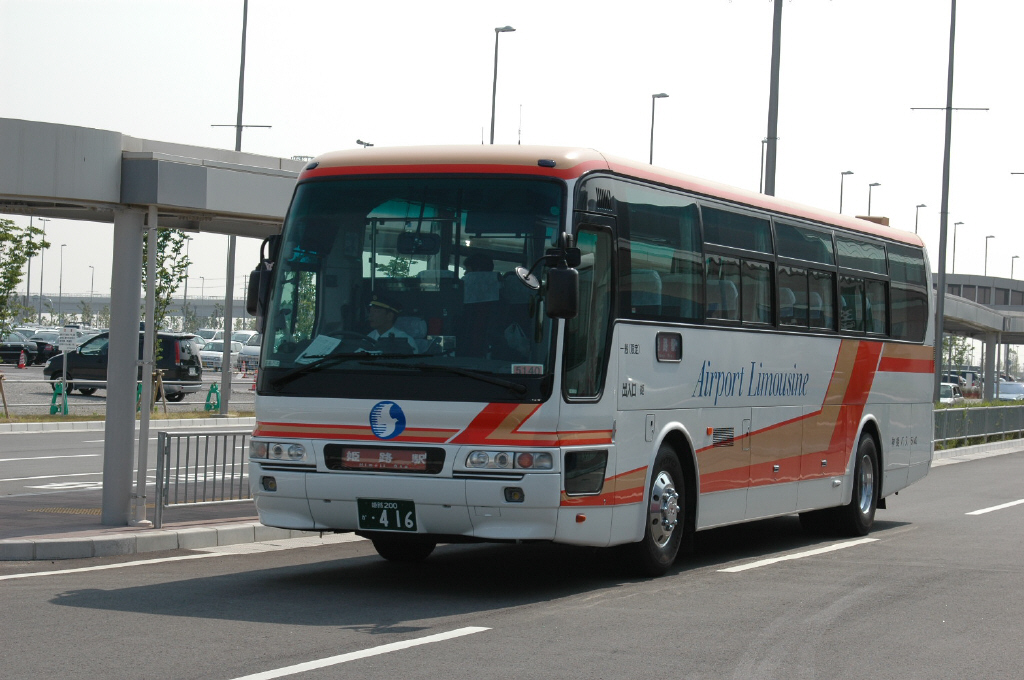
姫路駅-神戸空港線

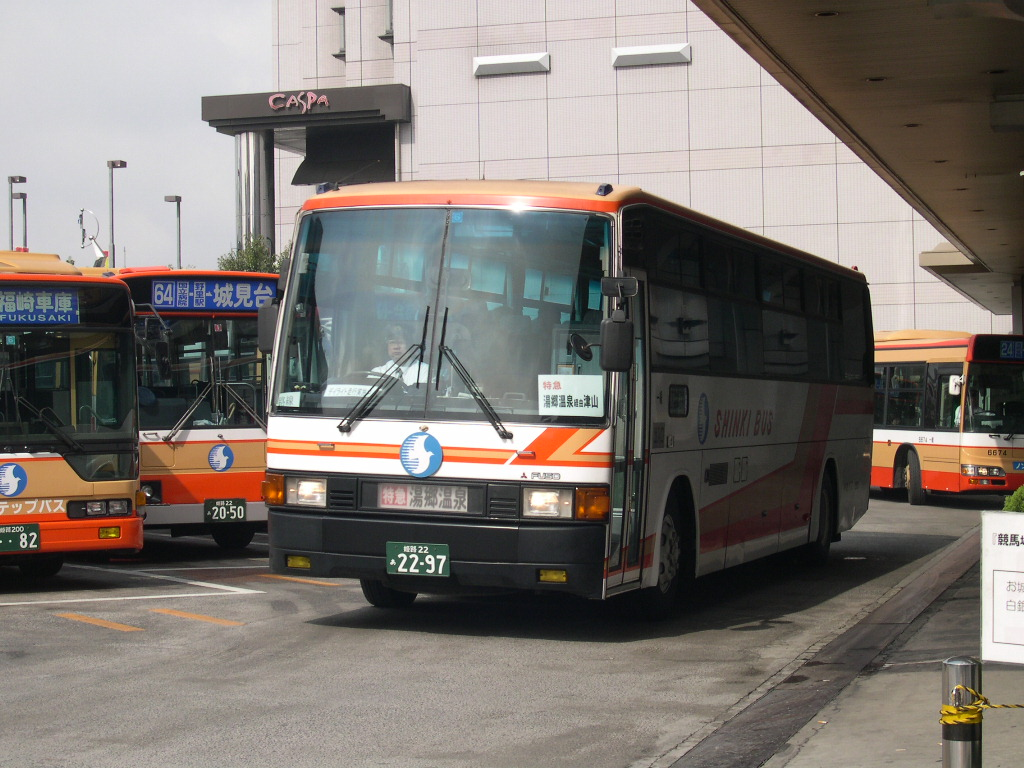
姫路 - 播磨新宮 - 湯郷温泉線 リバイバル運行 姫路駅にて

- 姫路 - 戸倉 - 鳥取線 〈日ノ丸自動車〉
  - 始まりは1950年運行開始の特急バス。当初は高速道路が路線になく、全線一般道での運行だった。日ノ丸自動車と2社での運行だったが、1998年に日ノ丸自動車が先に撤退した後、神姫バスもその後2001年に運行を終了した。
- 播備ライナー（姫路 - 岡山）〈中国JRバス、中鉄バス〉
- プリンセスロード（神戸・姫路 - 北九州・福岡線）〈西日本鉄道〉
  - 兵庫県神戸市と福岡県福岡市を結んで運行されていた夜行高速バス。
  - 西日本鉄道では「山笠号」という愛称で運行。
    - 1990年3月4日 - 運行開始。
    - 1997年 - 山陽自動車道全通に伴い、同道経由に変更。
    - 1999年6月30日 - 運行休止。後に廃止。
- 空港リムジンバス 姫路駅 - 神戸空港線
  - 姫路駅 - 神戸空港
    - 2006年2月16日運行開始。2007年2月28日 廃止。運賃は1,300円だった。
- 空港リムジンバス津山 - 関西空港線  〈関西空港交通、南海バス〉
- ハーバーライナー・阿波やまびこライナー・しこくさぶろうエディ号（神戸 - 阿波池田線） 〈四国交通〉2019年2月から四国交通のみで運行継続
- 姫路 - 播磨新宮 - 湯郷温泉線
  - （2003年1月リバイバル運行を行った時期あり）
- 愛知万博 EXPO直行バス（2005年3月25日 - 9月25日の間運行）
  - 三ノ宮駅 - 愛知万博会場（長久手会場・東ターミナル）
- 三ノ宮 - 篠山口駅 - 篠山営業所
- 三ノ宮 - 篠山口駅 - 柏原・佐治・市島（北岡本）
- 三ノ宮 - 西脇 - 鳥羽上
- 三ノ宮 - 西脇 - 柏原
- 三ノ宮 - 西脇 - 坂尻
- 明石駅 - 西脇（路線の一部は明石駅 - 社（車庫前）で運行されている）
- 神戸駅 - 三田駅 - 篠山口駅 - 篠山営業所
  - 2024年現在では神戸駅 - 三田駅、三田駅 - 藍本駅、藍本駅 - 篠山口駅、篠山口駅 - 篠山営業所の4路線に系統分割され現存しているものの、減便によりその日のうちの乗り継ぎは不可能。
- 西脇 - 篠山営業所 - 福住 - 園部〈国鉄バス〉
  - 1953年運行開始。急行便。
- 鳥羽上・鍛冶屋 - 新大阪
- 宝塚駅 - 名塩 - 下山口 - 大沢 - 毘沙門 - 稲田〈宝塚有馬自動車（現・阪急バス）〉
  - 1930年に、宝播自動車（1932年買収）の路線であった下山口 - 稲田と、阪急系列の宝塚有馬自動車の路線であった宝塚 - 下山口を共同運行とし直通運転したもの。
- 明石駅 - 淡路島公園〈淡路交通〉
- 柏原 - 西脇 - 新大阪
- 柏原駅 - 西脇
- 柏原駅 - 坂尻
- 谷川駅 - 鍛冶屋
- 谷川駅 - 阿草
- 三木営業所 - 母里
- 粟賀・福崎 - 新大阪
- 波賀（原）・山崎 - 新大阪
- 福知山高速線（福知山・篠山 - 大阪駅）
- 神戸駅 - 三木営業所（路線の一部は神戸駅 - 押部谷（栄）で運行されている）
- 神戸駅 - 篠山営業所
- 津山駅 - 林野バスセンター・湯郷温泉上
- 北条 - 国立病院 - 電鉄小野・三ノ宮
- 北条 - 加古川駅
- 北条 - 下滝野・西脇
- 北条 - 明楽寺 - 西脇・柏原・佐治
- 北条 - 福崎・粟賀
- 北条 - 香呂/63庄村/細野/71小原 - 姫路駅
- 西神中央駅 - 加古川駅
- 電鉄小野駅 - 土山駅
- 細工所北口 - 志方西口 - 宝殿駅北口
- 姫路駅 - 球技スポーツセンター
- 姫路駅 - 奥佐見
- 姫路駅 - 加古川駅（現在は宝殿駅 - 曽根駅はコミュニティバスのみの運行）
- 姫路駅 - 福崎車庫・瀬加・粟賀（2010年末までは福崎駅で乗り換えだったが、現在は福崎 - 粟賀は運行していない）
- 佐用 - 大原
- 津山駅前 - 湯郷温泉 - 大原
- 津山駅前 - 真加部 - 大原
- 大原中学校前 - 後山
- 山崎 - 東市場 - 曲里 - （斉木） - 皆木 - 原 - 戸倉
- 戸倉 - 道谷
- 原 - 原サイクリングターミナル
- 山崎 - 東市場 - 下野田 - 才樫
- 網干高校 - ダイセル
- 龍野 - 揖保川総合支所 - 竜野駅
- 前之庄 - 山之内 - 雪彦山
- 姫路駅 - 大浦・ダイセル前（現在は山電網干駅発）
- 姫路駅 - 前之庄（香呂・溝口経由）（溝口までは福崎駅行きが並行して運行）
- 加古川駅 - 高砂（鶴林寺経由、国鉄高砂線代替バス）。別ルートで加古川駅 - 高砂間の運転があったが、2020年（令和2年）10月31日より運行を休止した（後述）。
- 姫路駅 - 鵤 - 相生駅（現在は龍野から相生へ乗継ぐバスが休止となっている）
- 姫路駅 - 鵤 - 龍野 - 山崎（現在は龍野で網干港発の山崎行きに乗り換え）
- 福崎駅前 - 神崎総合病院・粟賀
- 大日東口 - レザータウン高木南口
- 姫路駅 - 土山 - 姫路市役所前 - 姫路駅南
- 西脇 - 札場（住吉）（現在はおりひめバスで代替）
- 社 - 清水（現在は加東市きよみずバスで代替）
- 姫路駅 - 大日東口
- 姫路駅 - 中地循環
- 快適特急「らっきゃライナー」（姫路市街 - 三宮・神戸空港）
  - 2021年4月1日より当面の間試験運行[48][49]、2021年12月28日の運行をもって運行終了[50]。

#### 休止
- プリンセスロード（神戸・姫路（北1西） - 長崎：長崎自動車と共同運行）
  - 利用者減少のため、2011年（平成23年）6月1日より運行休止。
  - 長崎自動車は「エトランゼ号」という愛称で運行。
- シャトル線
  - 高速舞子 - 道の駅あわじ・岩屋ポート・淡路夢舞台
  - 淡路交通・神戸山陽バス・本四海峡バス共同運行
  - 1998年4月6日運行開始、2009年4月1日より運行休止。
- キャッスルロード（姫路駅（11） - 和田山・城崎温泉線）〈全但バス〉※土日祝のみ運行
  - 2015年4月29日運行開始、 2018年3月より運行休止。
- 津山エクスプレス京都号（津山 - 京都線） 〈西日本JRバス〉
  - 2004年7月16日運行開始、2020年12月1日より運行休止。
- プリンセスバード （姫路駅（11） - 鳥取線）〈日ノ丸自動車〉
  - 2010年3月29日運行開始、2023年10月1日より運行休止。日ノ丸自動車の単独運行となる。
- ハーバーライナー・ハーバープリンス・リョービエクスプレス神戸（神戸 - 岡山・倉敷線） 〈中鉄バス、両備バス〉
  - 1994年9月1日運行開始。2023年10月2日より運行休止。中鉄バスと両備バスの2社による共同運行となる。
- 路線バス
  - 播磨町線（加古川駅 − 播磨町駅）：2020年（令和2年）10月31日より運行休止。翌11月1日より代替路線としてかこバス浜手ルートとして運行開始。
  - 高砂線（加古川駅 − 山陽高砂駅）：2020年（令和2年）10月31日より運行休止。翌11月1日より代替路線としてかこバス浜手ルートとして運行開始。
  - 35系統 押部谷（栄） - 明石駅：2021年（令和3年）4月1日より運行休止。養田経由と和田経由があった。

## 車両

### 概説
現在は三菱ふそう、いすゞ、日野、日産ディーゼル（現・UDトラックス）の4車種と日産・シビリアン、トヨタ・コースター、トヨタ・ハイエースが導入されている。貸切車・高速車は長らく三菱ふそうに統一されていたが、2005年に日野・セレガが2台導入された。三菱ふそうが一番多い理由は不明であり、2000年の三菱リコール隠し以降三菱ふそうの導入をいったん中断した事業者や三菱ふそうの導入を減らして他社の導入を増やした事業者が多数存在する中、それも関係なく引き続き三菱ふそうを大量に導入している。
路線バスの車両は、東部（神戸、明石、三田、三木地区）は三菱ふそう車が、西部（姫路地区）は日野車が主体である。日産ディーゼル車は姫路市営バスや明石市交通部から神姫バスに路線が移管されたことにより神姫バスに転籍した車両のみ。また、いすゞ車は淡路交通から移籍したエルガワンステップバスが多数在籍しているが、2014年以降は自社発注車も増えつつある。
カラーリングで特筆すべき点は貸切車の塗装である。これは1990年にグラフィックデザイナーの永井一正に依頼したデザインで、バス雑誌の記事では「デザイナーブランドの観光バス」としても紹介されたことがある。それ以前の貸切車デザインは、その後も昼行用高速車のデザインとして使用されている。
夜行高速バスは姫路城をアレンジしたデザインである。初代の車両ではベースカラーは青系の色であったが、車両更新時にベースカラーが変更されている。
西日本地区では初導入となるメルセデス・ベンツ製の連節バス（シターロ）2台の運行が三田市で2013年4月から開始された。「オレンジアロー 連 SANDA」号の愛称が公募され命名された。新三田駅及び三田駅前発着の一部路線で使用されており、定員は通常路線バスより約40名多い116名となっている。なお2018年4月に2台増車されたが、定員はさらに増えて123名となった。2020年9月に1台再度増車し、以降は5台体制である。また、神戸市内で運用されるPort Loopでは国産連節バスの日野・ブルーリボンハイブリッド 連節バスを使用。
2017年から2020年まで運行された、オープントップバスによる定期観光バス「スカイバス神戸」は、日の丸自動車興業より「スカイバス東京」のネオプラン・スカイライナーとネオプラン・スペースライナーを借り入れていた。2022年4月のシティループの神姫バス移管を記念したイベントの一環として2022年6月に特別運行が行われたときはスペースライナーを借り入れた。
近隣のバス会社と異なり、廃車車両が他社に移籍することはほとんどないが、東日本大震災の復興支援としてミヤコーバス石巻営業所に日野の中型ノンステップ車1台が移籍している。また、2022年には廃車車両のうち1台が移動式サウナ「サバス」に転用されている。

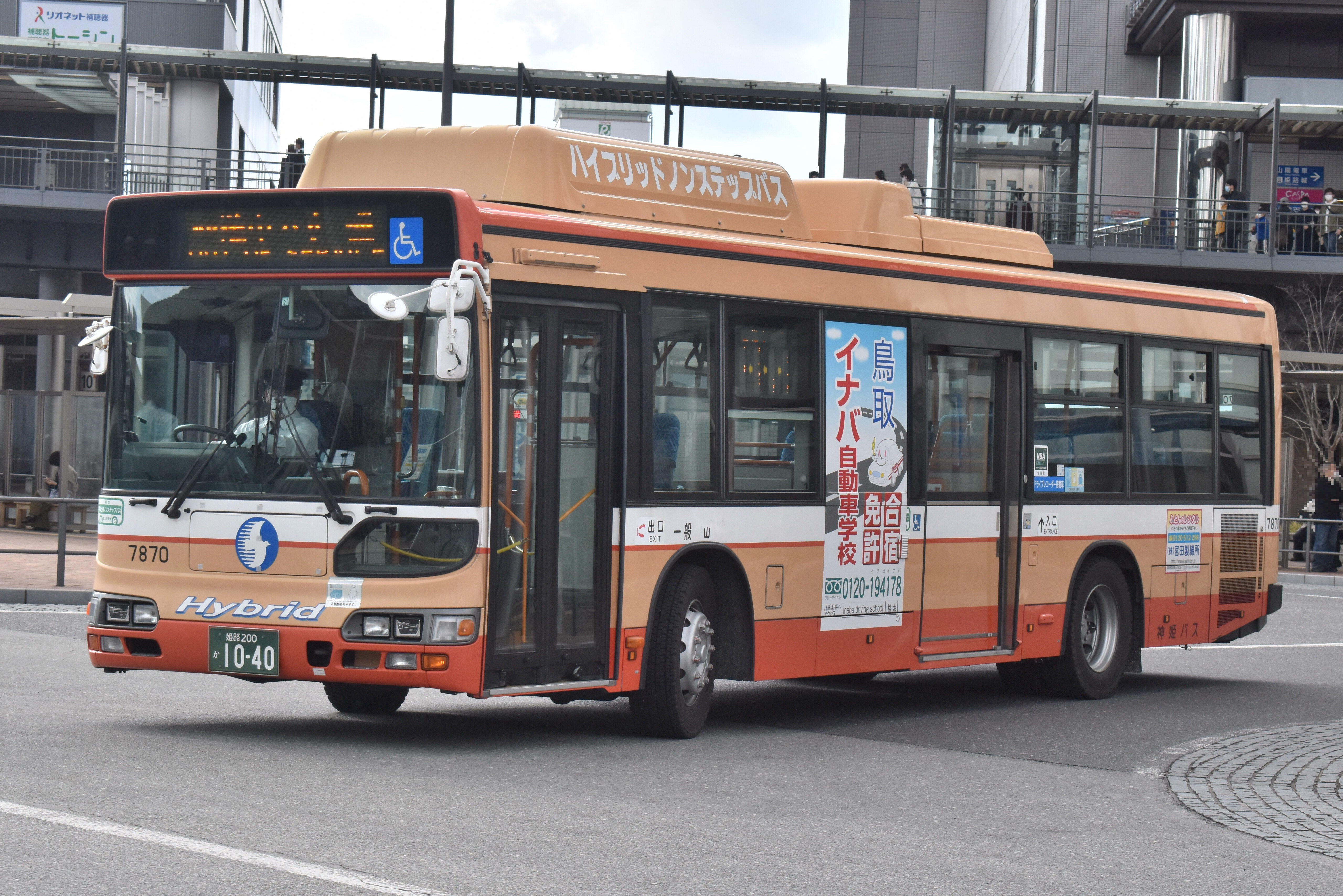
路線車の塗色
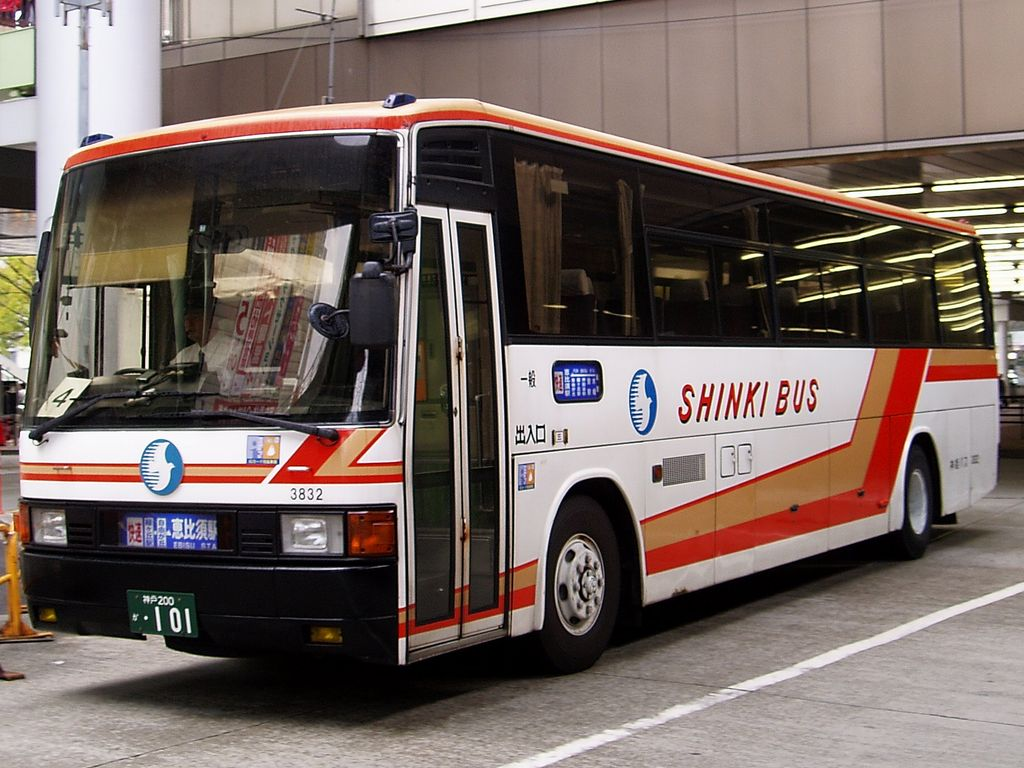
昼行用高速車の塗色（かつての貸切色）
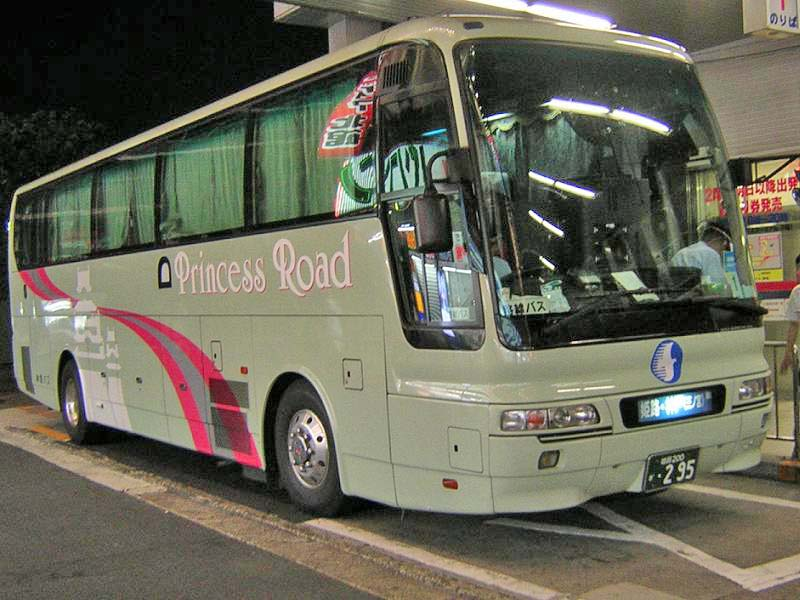
夜行高速バス車両のデザイン
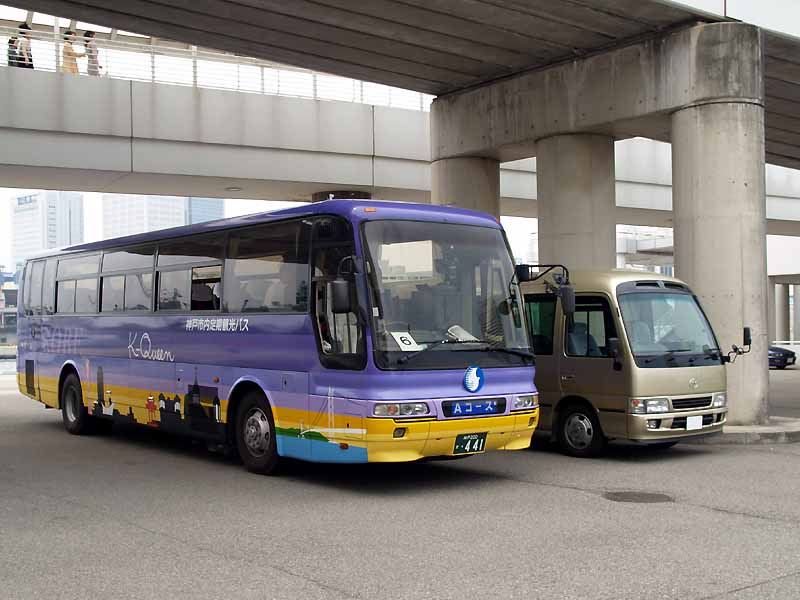
神戸市内定期観光バス"K-Queen"
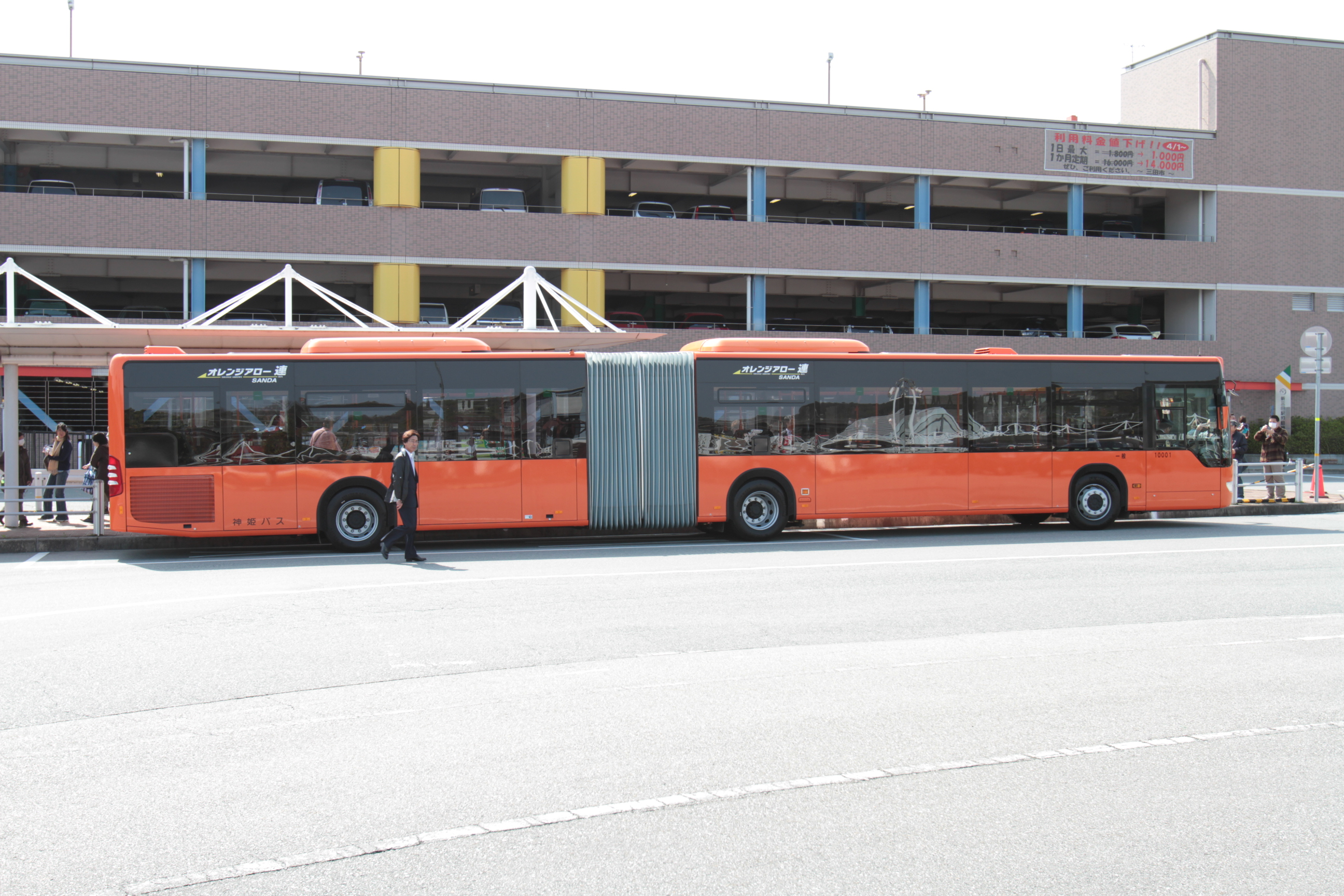
連節バスのメルセデス・ベンツ・シターロ
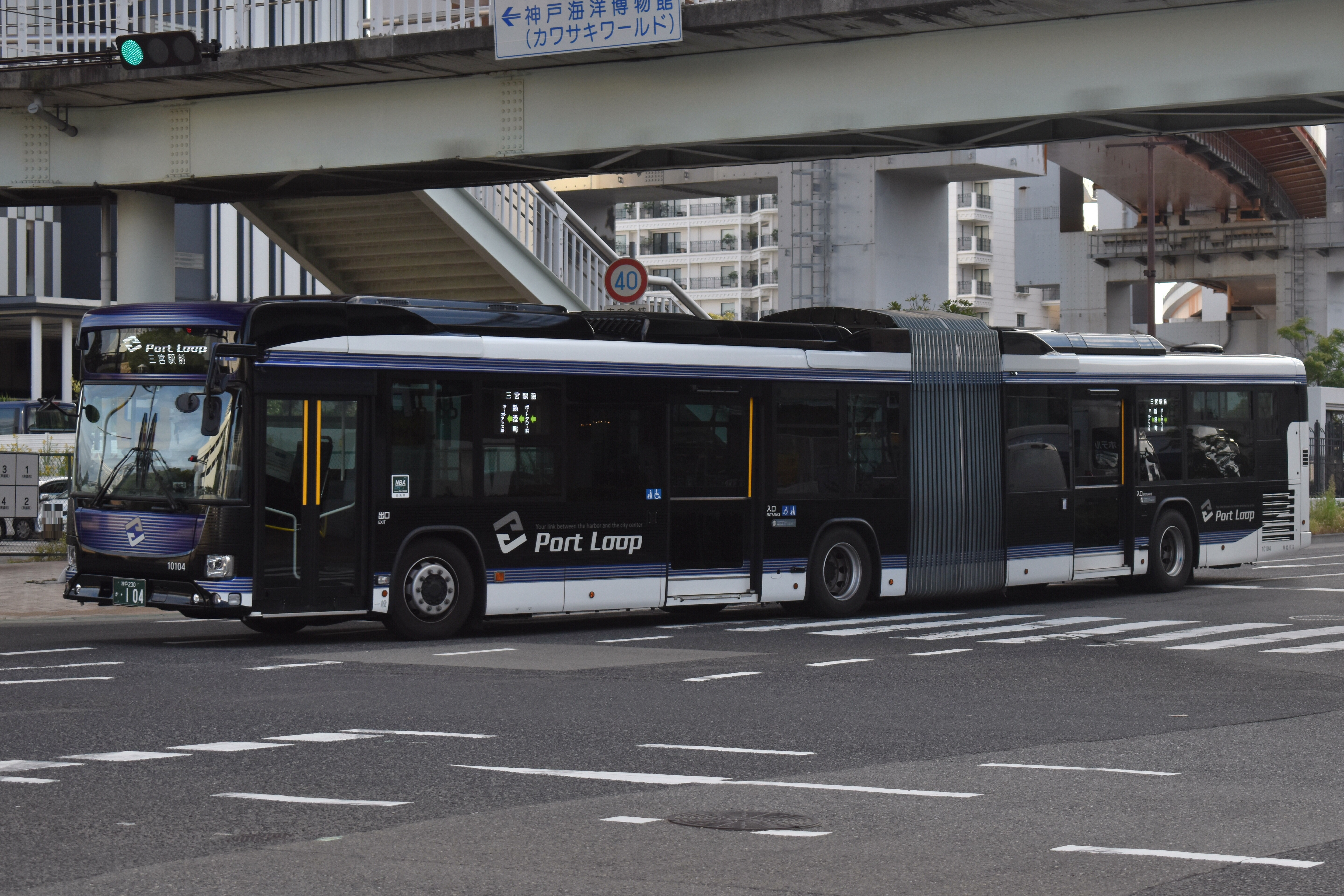
Port Loop向け連節バスの日野・ブルーリボンハイブリッド 連節バス
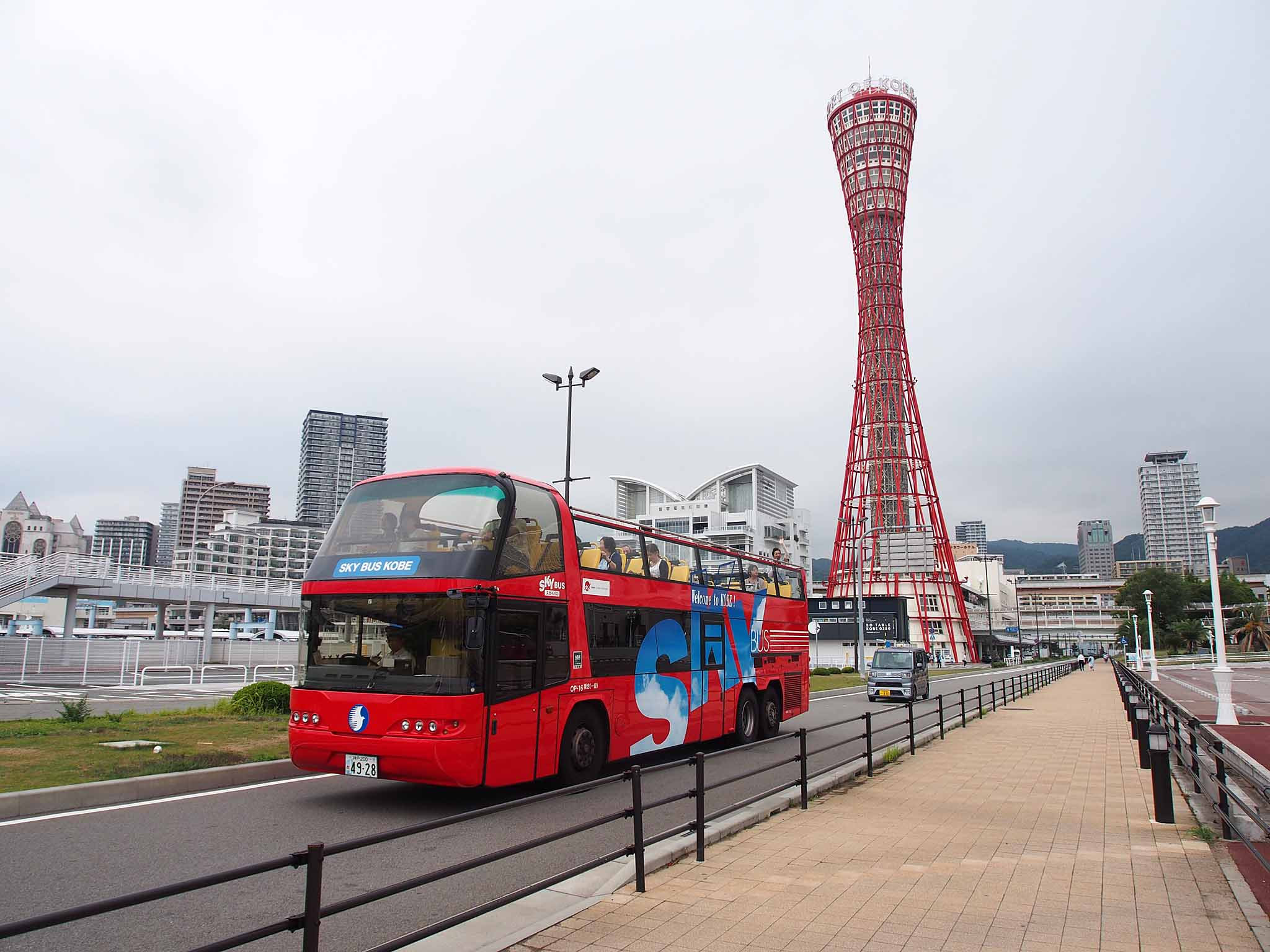
スカイバス神戸（ネオプラン・スカイライナー）
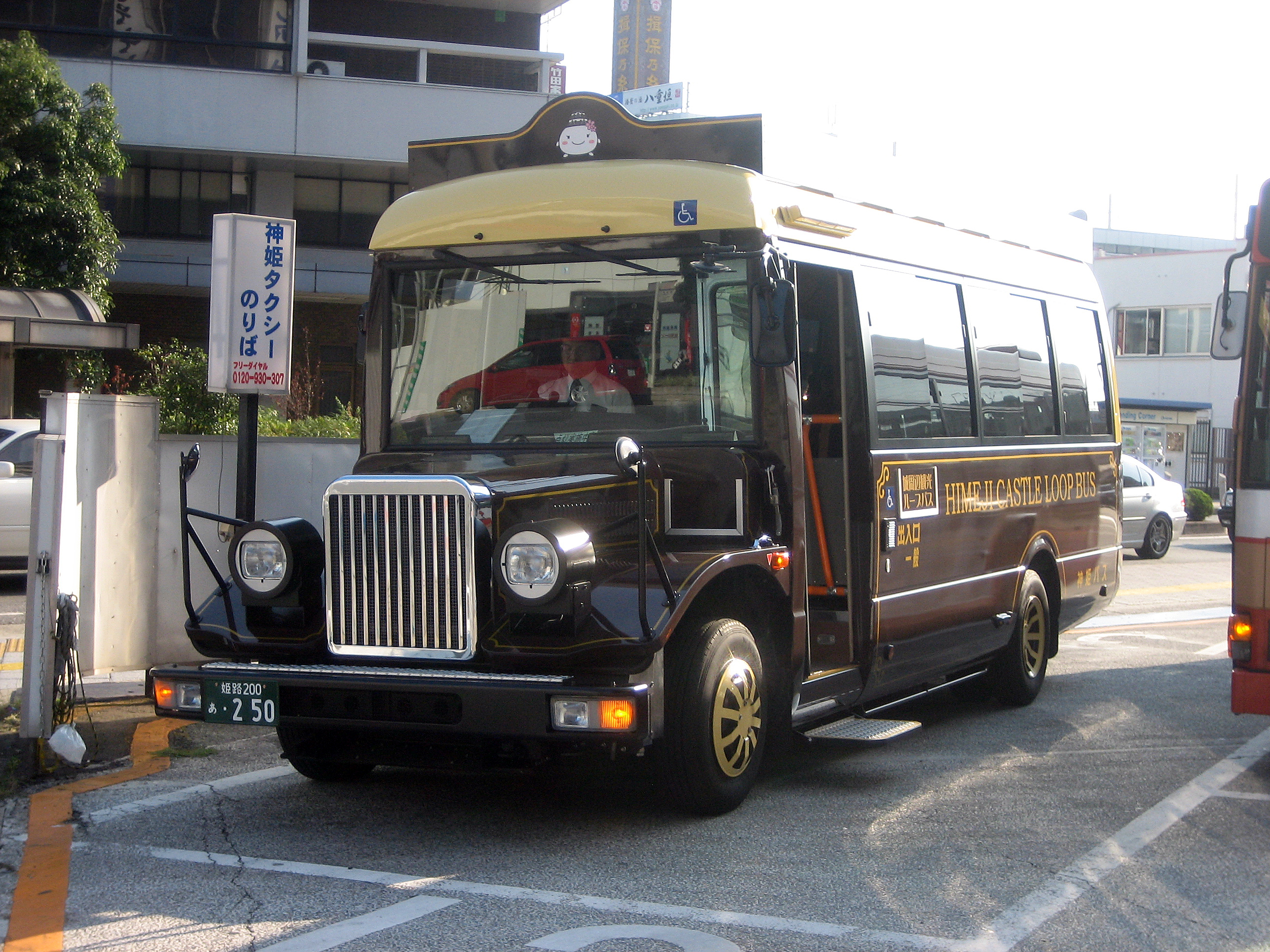
姫路城観光ループバス（現行・2代目）
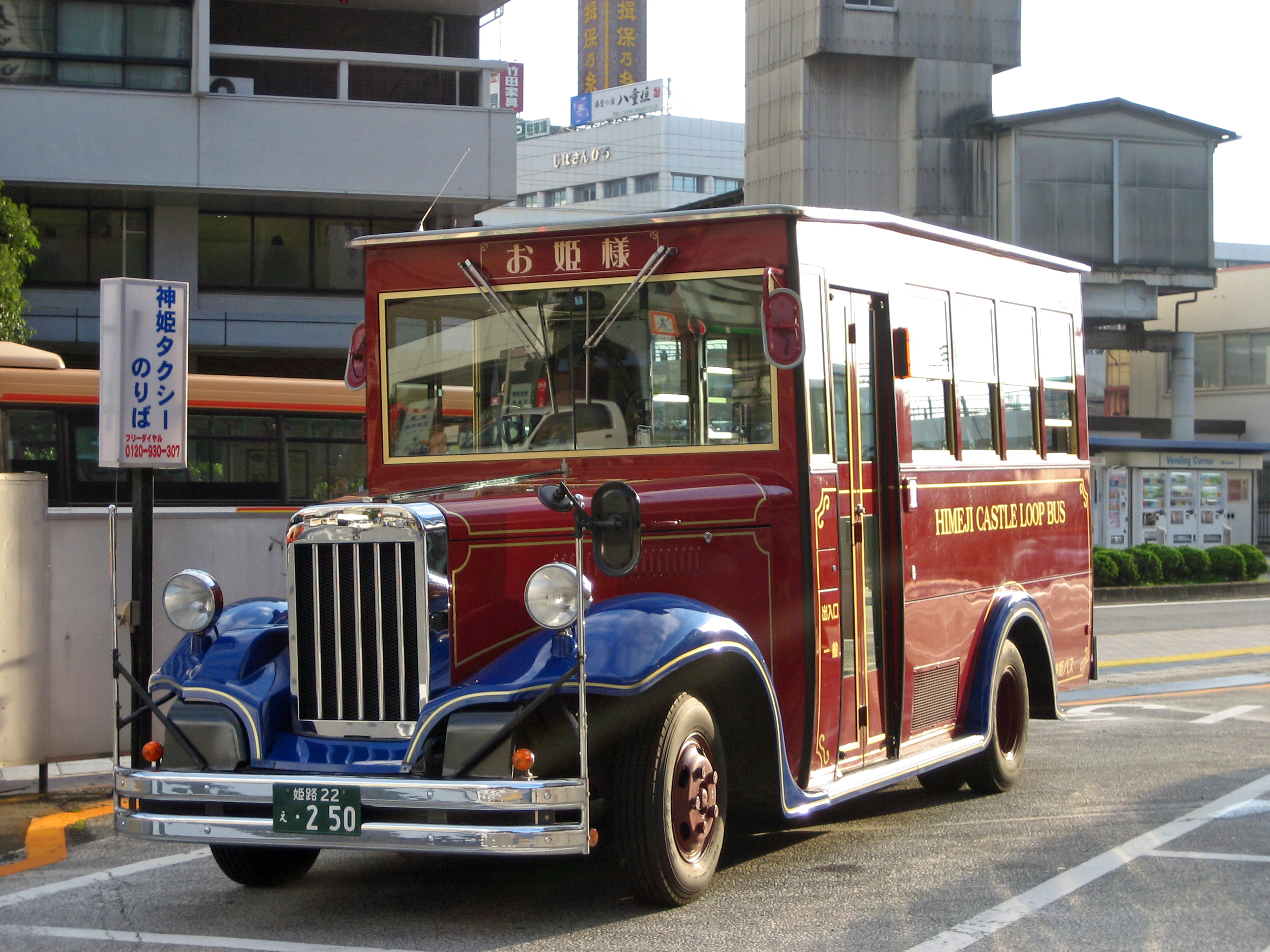
姫路城観光ループバス（初代）
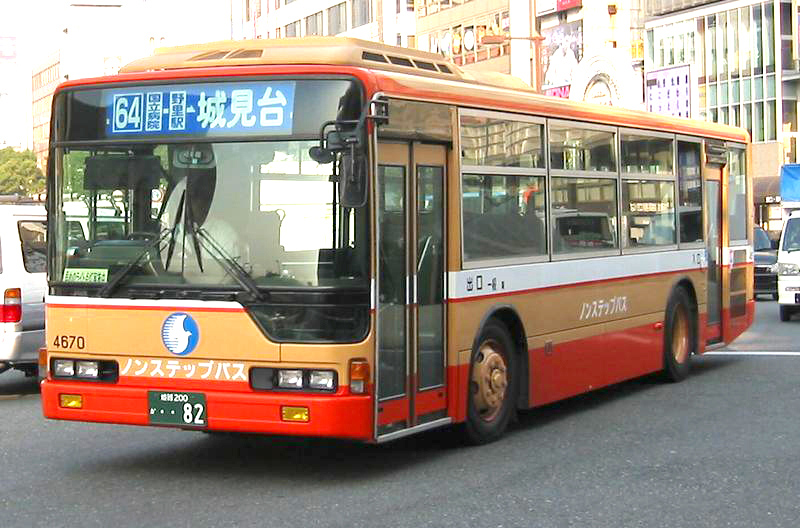
神姫バスに在籍していた前後扉ノンステ
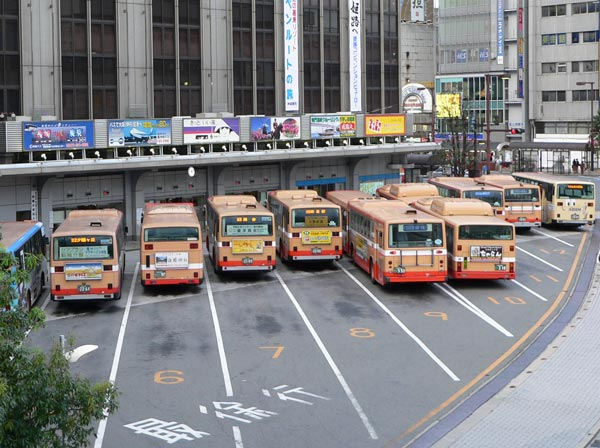
神姫バス旧姫路ターミナル
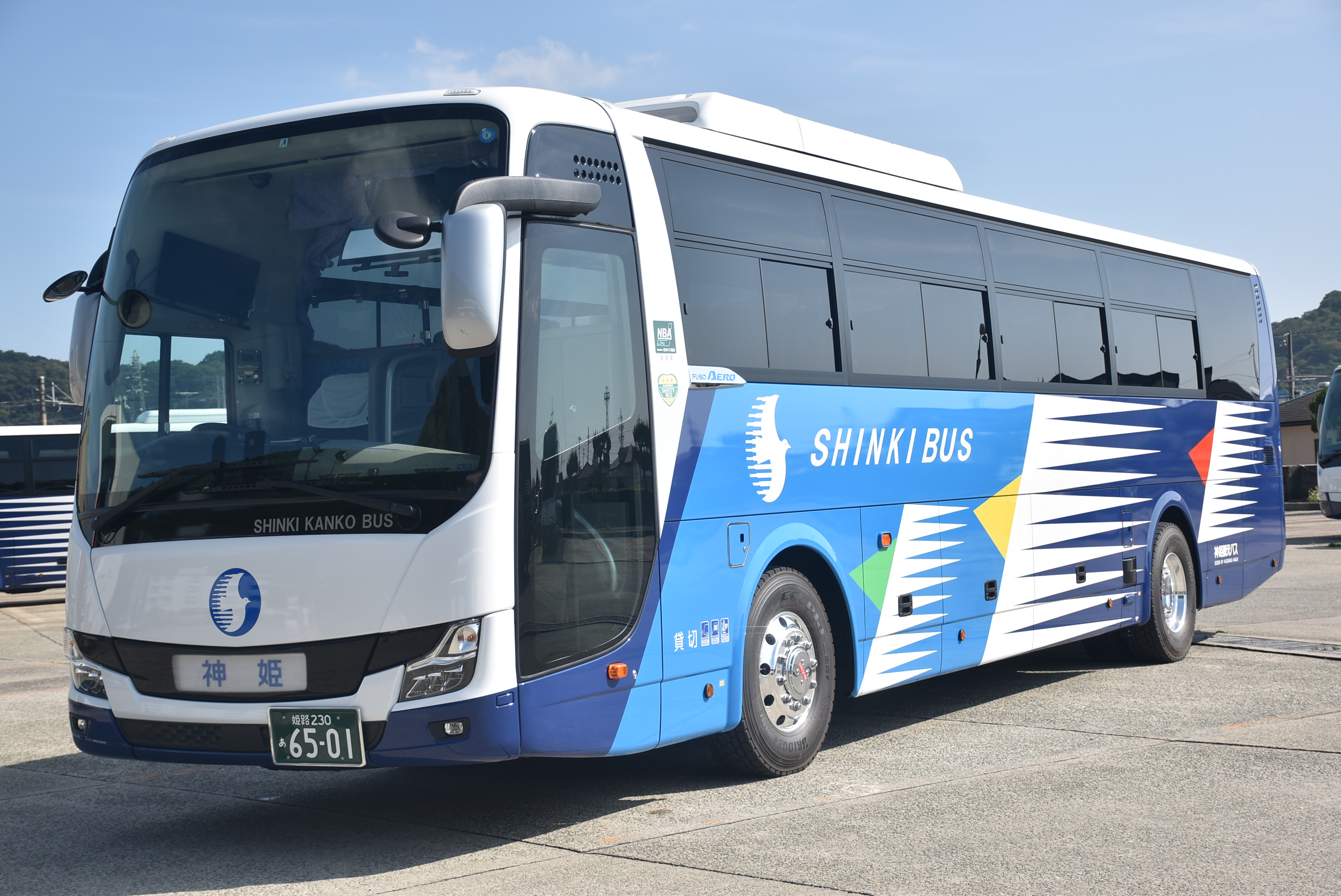
神姫観光バス在籍のエアロエース
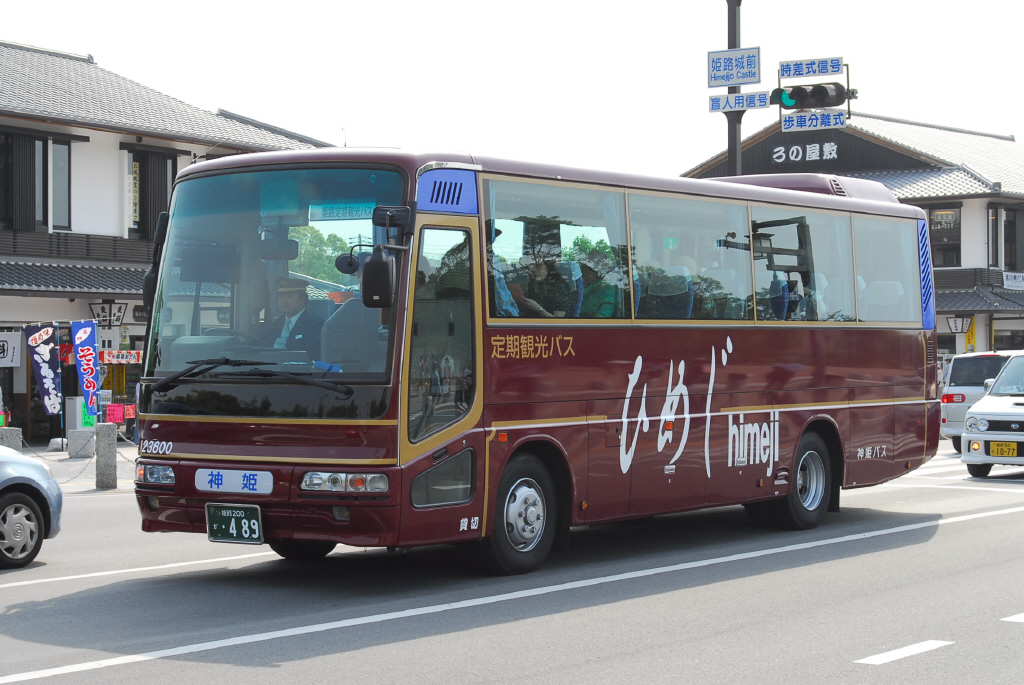
姫路市内定期観光バス
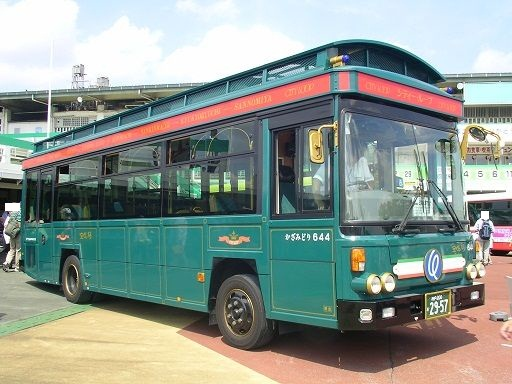
シティループ（車両は神戸交通振興時代のもので、現在は改番されている。山手線の車両は同じ塗装）

### 車両番号
ナンバープレートと別に車両に付与される番号は、以下の法則がある。万の位で車両のサイズ、千・百の位で製造会社、十・一の位で用途を示す。
- 万の位
  - 大型・特高・ワンロマ車：1（車体表記は連節バス・燃料電池バス[57] のみ）
  - 中型車：2（2004年以降）
  - 小型車：3（2004年以降）
- 千・百の位（2022年度まで）
  - 大型・特高・ワンロマ車
    - 三菱ふそう・日産ディーゼル：西暦下2桁+46【2020年式→66】
    - いすゞ：西暦下2桁+16【2020年式→36】
    - 日野：西暦下2桁+65【2020年式→85】

  - 中型車
    - 三菱ふそう・日産ディーゼル：西暦下2桁+30【直近最新車2016年式→46】
    - いすゞ・日野：西暦下2桁+90【2020年式→10】
    - いすゞ(2019年以降)：西暦下2桁+10

  - 小型車
    - 各社共通：西暦下2桁+10【2021年式→31】
- 千・百の位（2023年度から、大型・中型・小型共通）
  - 三菱ふそう・日産ディーゼル：西暦下2桁+45【2024年式→69】
  - いすゞ：西暦下2桁+20【2023年式→43】
  - 日野：西暦下2桁+70【2023年式→93】
  - BYD・アルファバス：西暦下2桁+95【2024年式→19】
- 十の位
  - 0：貸切車両
  - 3：特高車
  - 5：日野・三菱ふそうツーステップバス(例外で、2009年式三菱ふそうワンステップバス55--)
  - 6：日産ディーゼル小型車
  - 7：日野・三菱ふそうワンステップ・ノンステップバス及び日産ディーゼル中型ノンステップバス（1997年以降）
  - 8：いすゞ・日産ディーゼル車(2018年式除く)、三菱ふそうワンステップ・ノンステップバス
  - 9：ワンロマ車、いすゞ車、三菱ふそうワンステップ・ノンステップバス
  - グループ会社導入車両の場合、上記の法則から-1とした社番になる場合がある[58]。

例えば、29870の場合、2008年製の日野中型ノンステップバスということになる。

## グループ主要企業
連結子会社
- 神姫フードサービス株式会社
- 神姫産業株式会社
- 神姫商工株式会社
- 神姫トラストホープ株式会社[注釈 14]
- 神姫Bizプロデュース株式会社[注釈 15]
- 神姫ゾーンバス株式会社
- 神姫逓送株式会社
- 株式会社ウイング神姫[注釈 16]
- 神姫観光株式会社[注釈 17]
- 神姫タクシー株式会社
- 立花神姫タクシー株式会社
- 株式会社神姫トラベル[注釈 18]
- 神姫バス不動産株式会社
- 株式会社ケアサービス神姫
- しんきエンジェルハート

持分法適用関連会社
- 全但バス株式会社[注釈 19]

その他関係会社
- 山陽電気鉄道株式会社 - 同じ旧・宇治川電気系列。役員を相互に派遣している。2020年5月には舞子エリアで営業していた舞子神姫タクシーの事業を子会社の山陽タクシーに譲渡している。
- 阪神電気鉄道株式会社 - 筆頭株主。役員の派遣を受けている。ただし、神姫バスは阪急阪神東宝グループには属していない。
- 株式会社山陽百貨店 - かつての持分法適用関連会社。2021年（令和3年）3月に親会社の山陽電気鉄道による株式公開買付けに伴い、同社の完全子会社となった[62]。

## ダイヤ
- 正月三が日は一部路線を除き、正月ダイヤで運行される。
- イベントで一部の路線で運休やコース変更がある。

## その他
- 一部営業所に所属するバスは回送時、正面の行先表示に「すみません回送中です」と表示される。
- 2017年の8月より約1年間、回送時、前面・後面の表示には「祝・90周年」などの表示が出ていた。また、側面の経由地案内板には90周年感謝のメッセージが表示されていた[63]。このほか、姫路セントラルパークが2018年10月1日よりアニメ『けものフレンズ』とコラボを開始したことに伴い姫路駅前バスターミナル - 姫路セントラルパーク間の直通バスの電光掲示板にはけものフレンズのキャラクターが表示されていたり[63]、2018年8月第2週からは側面経由地案内板に感謝メッセージに代わり求人広告が出されるようになった[63]。
- 社営業所行きバスは長らく「社」行きと案内されていたが、2017年10月より車両の行先表示装置及び車内放送において「社営業所」行きと案内されるようになった[注釈 20]。その後、2019年10月に社出張所が西脇営業所管轄の車庫に格下げされたことに伴い、「社（車庫前）行き」と再び案内が変更されている。2022年4月西脇営業所が廃止され社営業所に昇格したが案内は変更されていない。
- 戦時統合ではバス会社のみならずタクシー会社も統合していた。また、バス会社がタクシー事業を兼業している例も多くあった。このため、以前はタクシー事業も兼業していた。昭和30年代に入り、地方部でのタクシー事業は不採算となっていったためこれを分離する事となり、1957年5月に相生と北条の、同年11月にたつの、網干、篠山、柏原の各タクシー部を定年間近で経営意欲のある職員に譲渡した。また、1961年には赤穂神姫タクシー（2月1日）と高砂交通(12月1日）を役員に譲渡する形で分離。これら分離された各社はたとえ「神姫」の社名を入れ、神姫バスと同じ社章（ただし旧社章。姫路の「ひ」の字を模したものの中に神戸市の市章）を用いていても、資本的にも経営的にも全くの別会社となっている。以降は神姫バスグループ内に留まる形は採りながらもタクシー事業の分離を進め、現在は連結子会社の項目内の4社がグループ会社となっている（そのうちグループ会社だった明石神姫タクシーは廃業となった）。なお、先に分離された各社のうち現存しない会社や他社系列に移った会社もあり、たとえば相生神姫第一交通（旧・相生神姫タクシー）は第一交通産業に買収された時は神戸のゑび須タクシー（ゑび須タクシー自体も第一交通産業に買収されている）の関連会社だった[64]ほか、高砂交通も1968年3月31日に阪神電気鉄道系の神戸阪神タクシーに買収されるが、2008年11月1日以降は神戸阪神タクシーともども同じ神戸のキクヤ交通の傘下となり、さらに同社より独立といった複雑な変遷をたどっている。

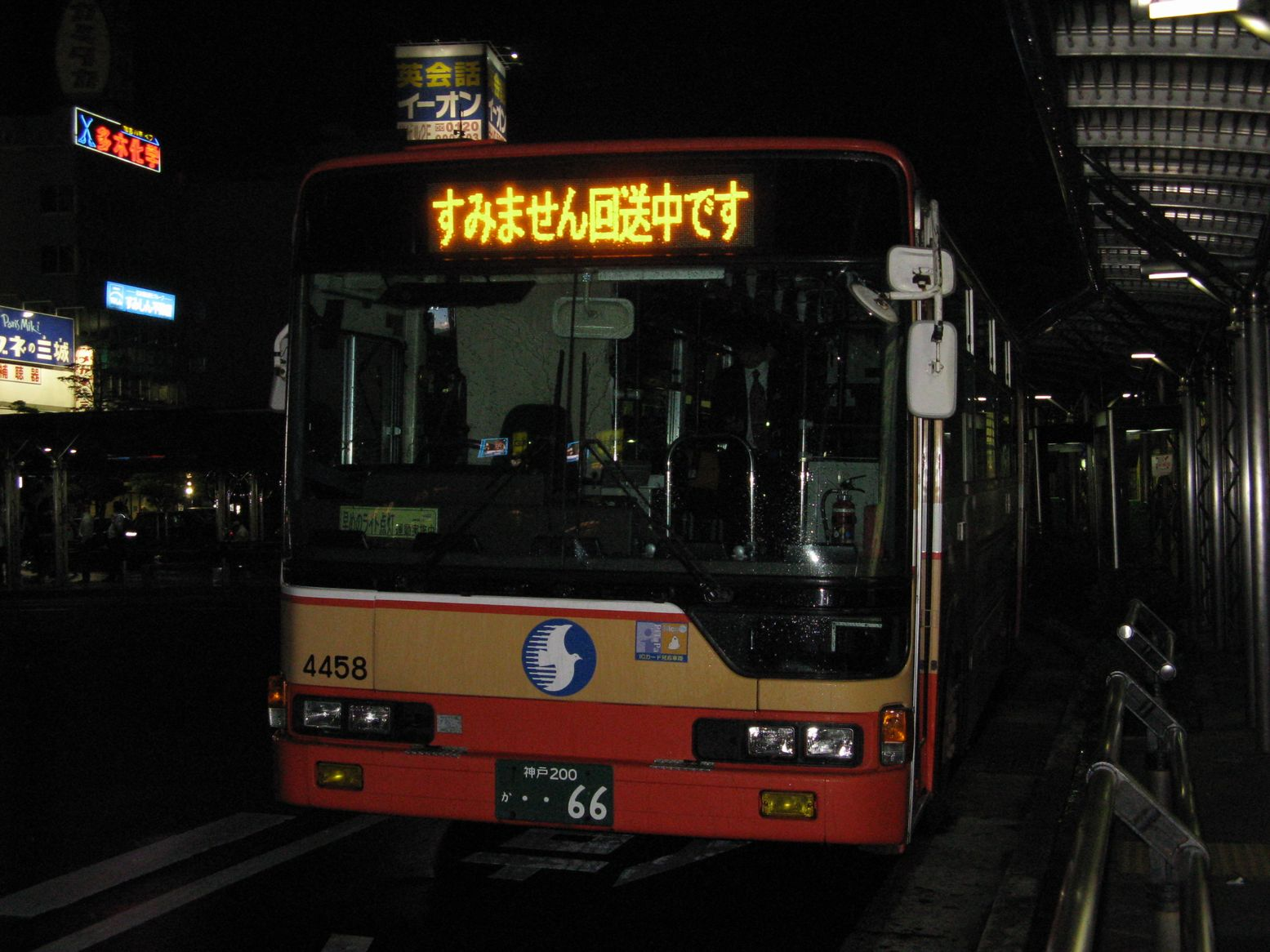
回送車の「すみません回送中です」表示（明石駅前にて）
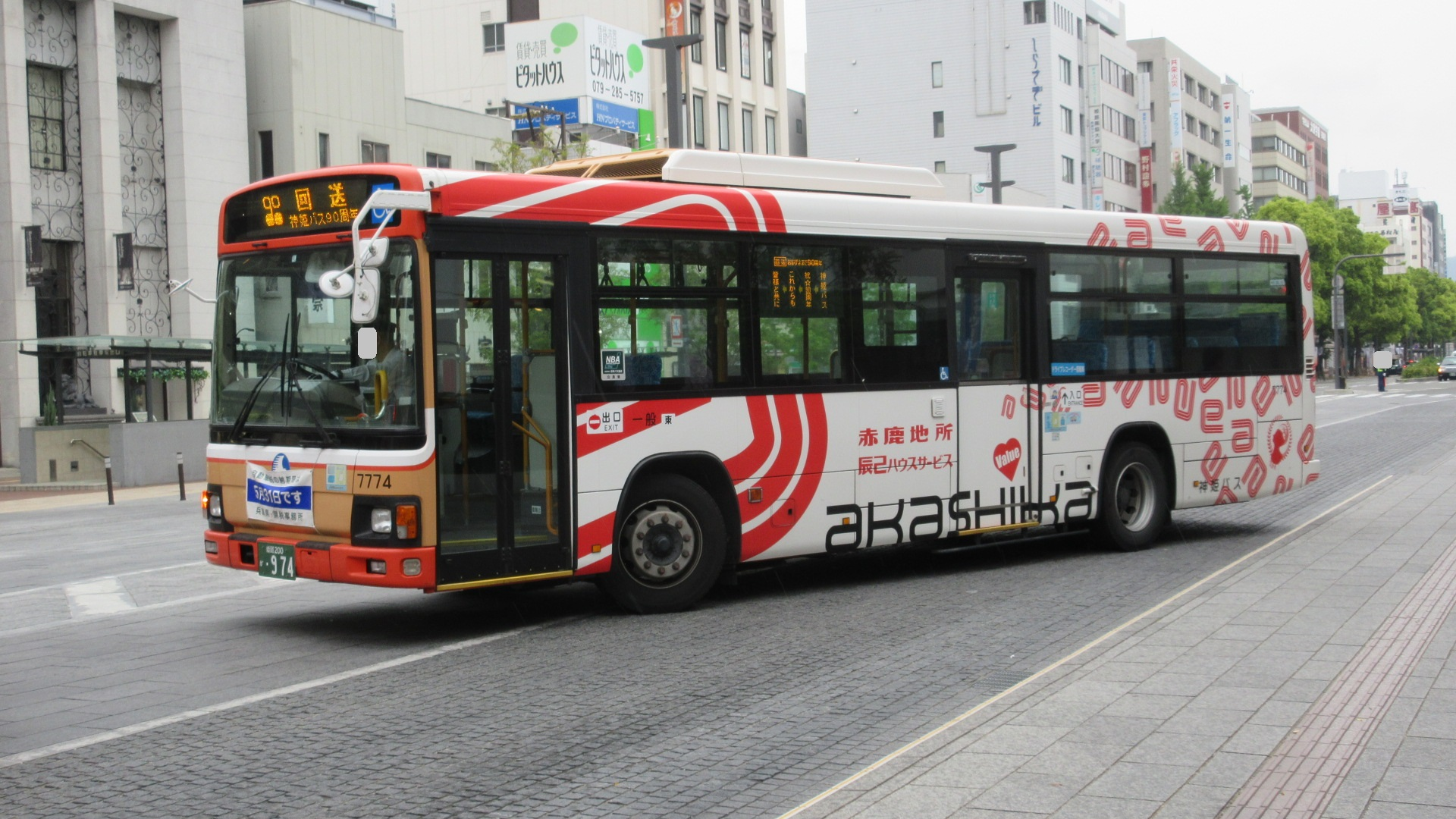
創立90周年記念の回送表示
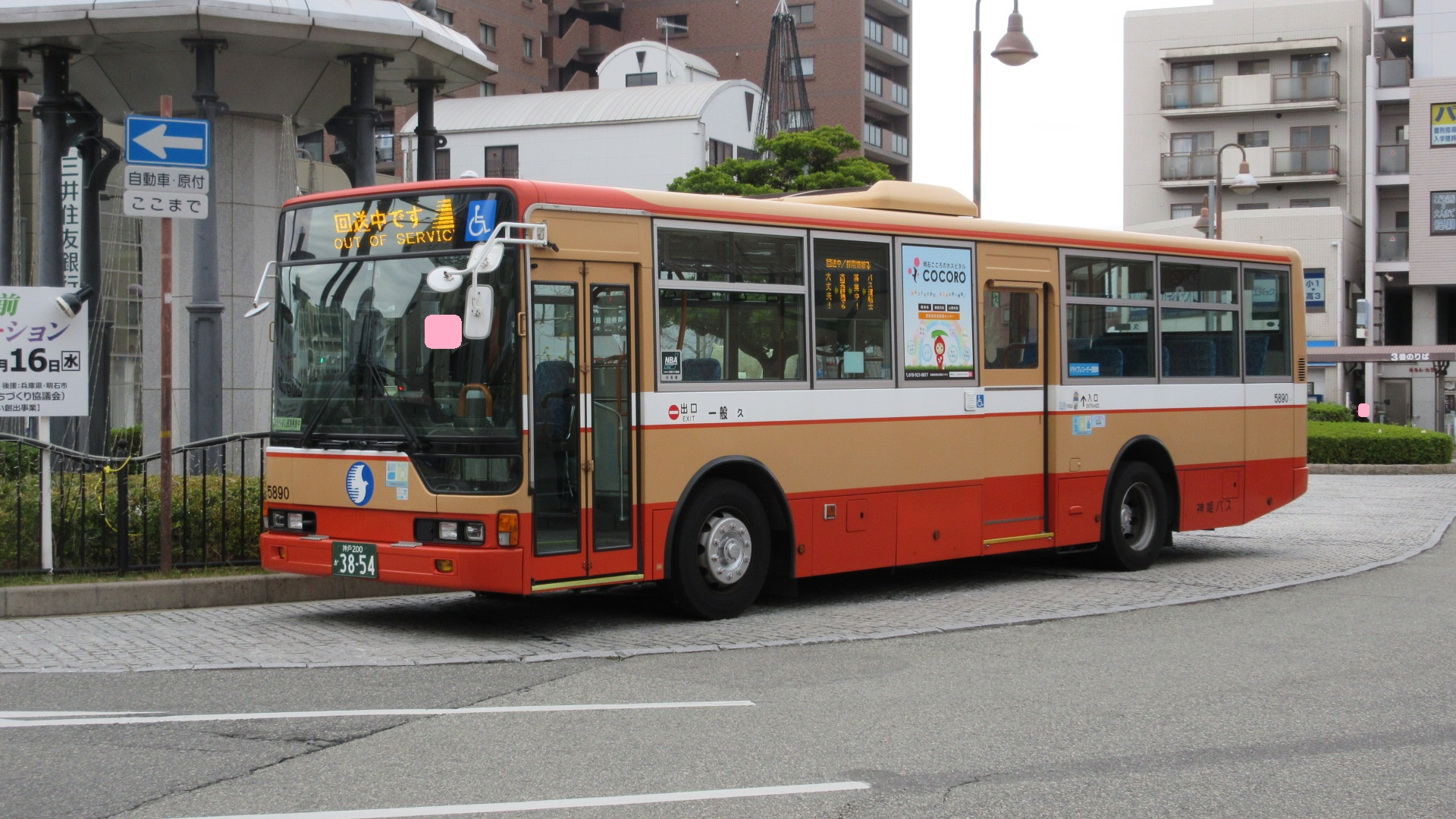
2018年8月以降の回送表示